# Hank O'Day
Henry Martin Francis O'Day (Chicago, 8 luglio 1859 – Chicago, 2 luglio 1935) è stato un giocatore di baseball, arbitro di baseball e allenatore di baseball statunitense che ha giocato nel ruolo di lanciatore nella Major League Baseball (MLB). È stato introdotto nella National Baseball Hall of Fame nel 2013 per i suoi meriti come arbitro.

## Carriera
O'Day fu un lanciatore mancino e in seguito un umpire e un manager nella MLB. Dopo avere giocato per sette anni lavorò come arbitro nella National League (NL) per 30 stagioni tra il 1895 e il 1927.
O'Day fu l'umpire di 10 World Series, secondo solo alle 18 di Bill Klem, incluse cinque delle prime sette giocate e fu dietro il piatto di battuta nella prima gara delle World Series moderne, nel 1903. Si ritirò all'età di 68 anni rimanendo l'arbitro più anziano della storia della MLB; un fatto venuto a galla di recente era che diminuiva la propria età regolarmente di cinque o sette anni. Le sue 3.986 come arbitro erano il terzo risultato della storia della MLB al momento del ritiro e le sue 2.710 gare come arbitro dietro a casa base sono il secondo risultato di sempre dietro alle 3.544 di Klem. O'Day interruppe la carriera di arbitro per due volte per allenare in entrambi i casi una singola stagione i Cincinnati Reds nel 1912 e i Chicago Cubs nel 1914. Rimane l'unica persona della storia ad avere disputato una stagione completa come arbitro, come giocatore e come manager.